# Democratische Partij van Gepensioneerden van Slovenië
De Democratische Partij van Gepensioneerden van Slovenië (Sloveens: Demokratična stranka upokojencev Slovenije, afgekort als: DeSUS) werd op 8 februari 1990 in Maribor opgericht als een alliantie van verschillende  gepesioneerdenverenigingen. Op 29 juni 1990 declareerde deze alliantie zich als politieke partij onder de naam Democratische Partij Bond van Gepensioneerden Maribor (Sloveens:Demokratična stranka Zveze upokojencev Maribor). Hieropvolgend werd de naam gewijzigd in de huidige.

## Ideologie en doelstellingen
De centristische tot centrumrechtse partij claimt in grote lijnen liberale waarden met een sterke focus op de belangen van gepensioneerden en ouderen, een grote sociale groep in het vergrijzende land. Ook jongere stemmers hebben in het verleden wel op de DeSUS gestemd, vooral bij de Europese verkiezingen, die in 2004 resulteerden in een grote overwinning voor de partij, in samenwerking met de eveneens liberale LDS.

## Geschiedenis
De partij nam in 1992 voor het eerst deel aan de verkiezingen en ging daarbij een lijstverbinding aan met de Verenigde Lijst van Sociaaldemocraten. Zij behaalde als gevolg daarvan een zetel. In de verkiezingen van 1996 kon zij met een zelfstandige lijst 5 zetels behalen. DeSUS trad tot de regering toe na de verkiezingen in 2000, en steunde daarmee de coalitie van Janez Drnovšek (LDS, ZLSD, SLS, DeSUS). 
De fractie van DeSUS behaalde tijdens de verkiezingen op 3 oktober 2004 4 parlementszetels. Eerste partijvoorzitter was Ivan Sisinger, waarna Jože Globačnik de partij leidde tussen 1994 en 1999. Vervolgens stond Janko Kušar aan het roer, waarna vanaf 2002 Anton Rous partijvoorzitter was, die op zijn beurt op het partijcongres op 20 mei 2005 werd afgelost door Karel Erjavec. Erjavec is tevens de enige minister van DeSUS (defensie) in het kabinet Janša (SDS, NSi, SLS en DeSUS).  Fractievoorzitter in de Državni Zbor is Franc Žnidaršič. DeSUS levert een vicevoorzitter van de Državni Zbor (Vasja Klavora).
In de verkiezingen van 2008 behaalde de partij 3 zetels. In 2022 wist de partij maar 0,66 procent van alle stemmen te bemachtigen, waardoor de partij geen zetels meer had. 
In 2021 werd Ljubo Jasnič partijleider.  De Democratische Partij van Gepensioneerden sloot zich in februari 2019 aan bij de centristische Europese Democratische Partij. 

## Verkiezingsresultaten
Verkiezingsresultaten (in parlementszetels):

## Bekende Personen
- Karel Erjavec
- Anton Rous
- Franc Žnidaršič